# Mathias Le Turnier
Mathias Le Turnier (Audenge, 14 de marzo de 1995) es un ciclista francés.

## Palmarés
- Todavía no ha conseguido ninguna victoria como profesional.

## Resultados en Grandes Vueltas
| Carrera | Carrera         | 2017 | 2018  | 2019 | 2020 | 2021 | 2022 |
| ------- | --------------- | ---- | ----- | ---- | ---- | ---- | ---- |
|         | Giro de Italia  | —    | —     | —    | 80.º | —    | —    |
|         | Tour de Francia | —    | —     | —    | —    | —    | —    |
|         | Vuelta a España | —    | 110.º | —    | —    | —    | —    |

—: no participa

Ab.: abandono